# Àcid bròmic

Estructura

L'àcid bròmic, també conegut com a bromat d'hidrogen, és un oxoàcid amb la fórmula molecular HBrO₃. Només existeix en solució aquosa. És una solució incolora que es torna groga a la temperatura d'una habitació donat que es descompon com bromur. L'àcid bròmic i el bromats són potents oxidants i són ingredients comuns en la reacció de Belousov-Zhabotinsky. Les reaccions de Belousov-Zhabotinsky són un exemple clàssic del no equilibri termodinàmic.

## Estructura
Hi ha diversos isòmers de HBrO₃.

## Síntesi
L'àcid bròmc és producte d'una reacció del bromat de bari i l'àcid sulfúric.
Ba(BrO
3)
2 + H
2SO
4 → 2HBrO
3 + BaSO
4
El sulfat de bari és insoluble en aigua i forma un precipitat. L'àcid bròmic aquós es pot decantar traient el sulfat de bari.